# Katagami, Akita
Katagami (潟上市 Katagami-shi) là một thành phố thuộc tỉnh Akita, Nhật Bản.